# Ole Romeny
Ole Lennard ter Haar Romenij (sinh ngày 2000), thường được biết đến với tên gọi Ole Romeny, là một cầu thủ bóng đá chuyên nghiệp hiện đang thi đấu ở vị trí tiền đạo cho câu lạc bộ EFL Championship Oxford United. Sinh ra ở Hà Lan, anh đại diện cho đội tuyển bóng đá quốc gia Indonesia.

## Sự nghiệp câu lạc bộ

### NEC
Romeny bắt đầu chơi bóng năm 8 tuổi tại DVOL, Lent trước khi chuyển đến học viện trẻ của NEC Nijmegen. Ngày 19 tháng 1 năm 2018, Romeny có trận ra mắt trong trận thua 2-3 trước Almere City, vào sân thay thế cho Ferdi Kadıoğlu ở phút thứ 84 và sau đó bị đuổi khỏi sân sau khi nhận thẻ đỏ ở phút bù giờ. Cùng với đó, anh trở thành cầu thủ trẻ nhất nhận thẻ đỏ trong trận ra mắt tại Eerste Divisie. Sau đó, thẻ đỏ của anh được xóa án sau khi NEC nộp đơn khiếu nại và thắng kiện.

#### Cho mượn tại Willem II
Ngày 30 tháng 9 năm 2020, Romeny ký hợp đồng với câu lạc bộ Eredivisie Willem II theo dạng cho mượn kéo dài một mùa giải, kèm theo điều khoản tùy chọn mua đứt.

### Emmen
Ngày 27 tháng 1 năm 2022, Romeny ký hợp đồng 1 năm rưỡi với câu lạc bộ Emmen.

### Utrecht
Ngày 13 tháng 6 năm 2023, anh gia nhập FC Utrecht theo bản hợp đồng kéo dài ba mùa giải.

### Oxford United
Ngày 5 tháng 1 năm 2025, Romeny ký hợp đồng dài hạn với câu lạc bộ Championship EFL Oxford United với mức phí không được tiết lộ. Ngày 2 tháng 3, anh ghi bàn thắng đầu tiên cho Oxford United trong trận thua 2–3 trước Coventry City.

## Sự nghiệp quốc tế
Tháng 11 năm 2024, Romeny đã xác nhận rằng mình đã quyết định đại diện cho đội tuyển quốc gia Indonesia. Tháng 2 năm 2025, việc chuyển đổi quốc tịch đã được FIFA chấp thuận, qua đó anh chính thức trở thành công dân Indonesia và sẽ khoác áo cho đội tuyển quốc gia Indonesia.
Ngày 20 tháng 3 năm 2025, Romeny có trận ra mắt đội tuyển Indonesia và ghi bàn đầu tiên trong trận thua 1–5 trước Úc ở lượt trận thứ 7 vòng loại thứ 3 World Cup 2026. Năm ngày sau, anh có bàn thắng thứ 2 ở lượt trận tiếp theo, ghi bàn duy nhất giúp đội tuyển Indonesia chiến thắng 1–0 trước Bahrain trên sân Bung Karno, qua đó giành giải thưởng cầu thủ xuất sắc nhất trận. Ở lượt tiếp theo vào ngày 5 tháng 6, anh ghi bàn thắng thứ 3 bằng cách thực hiện thành công quả đá phạt đền giúp Indonesia đánh bại Trung Quốc 1–0 trên sân nhà. Bàn thắng đó giúp anh tiếp tục giành giải thưởng cầu thủ xuất sắc nhất trận, đồng thời đưa đội tuyển Indonesia chính thức bước vào vòng loại thứ 4 của World Cup 2026.

## Đời tư
Anh có bà ngoại sinh ra ở Medan, Bắc Sumatra, Indonesia, nơi này lúc đó thuộc địa của Hà Lan và mang tên Đông Ấn Hà Lan. Do đó, anh đủ điều kiện để khoác áo cho đội tuyển Indonesia.
Ngày 8 tháng 2 năm 2025, Romeny chính thức nhận quốc tịch Indonesia.